# الجيش التاسع (فيرماخت)
الجيش التاسع (بالألمانية: Armeeoberkommando 9) جيش ميداني ألماني شارك في الحرب العالمية الثانية وأعيدت هيكلته في 4 مايو 1945 لتنضم الوحدات الباقية منه إلى الجيش الثاني عشر والذي عبر الضفة الغربية لنهر إلبه بغرض الاستسلام للجيش الأمريكي التاسع بدلا من الوقوع في الأسر السوفيتي.

## القادة
- غنرال أوبرست يوهانس بلاسكوفيتز (15 مايو - 29 مايو 1940)
- غنرال أوبرست أدولف شتراوس (30 مايو 1940 - 14 يناير 1942)
- غنرال دير بانزرتروب فالتر مودل (15 يناير - 22 مايو 1942) (أُصيب في المعركة)
- غنرال دير إنفنتري ألبرخت شوبرت (23 مايو - 9 يونيو 1942)
- غنرال أوبرست هينريتش فون فيتينغهوف (10 يونيو - 30 نوفمبر 1942)
- غنرال أوبرست فالتر مودل (1 ديسمبر 1942 - 18 مارس 1943)
- غنرال أوبرست جوزيف هارب (19 مارس - 29 مارس 1943)
- غنرال أوبرست فالتر مودل (30 مارس - 19 مايو 1943)
- غنرال أوبرست جوزيف هارب (20 مايو - 8 يونيو 1943)
- غنرال أوبرست فالتر مودل (9 يونيو - 3 نوفمبر 1943)
- غنرال أوبرست جوزيف هارب (4 نوفمبر 1943 - 30 إبريل 1944)
- جنرال دير إنفنتري هانز جوردان (20 مايو - 26 يونيو 1944)
- جنرال دير بانزرتروب نيكولاوس فون فورمان (27 يونيو - 31 أغسطس 1944)
- جنرال دير بانزرتروب سميلو فون ليوتفيتز (1 سبتمبر 1944 - 18 يناير 1945)
- جنرال دير إنفنتري ثيودور بوس (19 يناير - 4 مايو 1945)

## وصلات خارجية
- (بالألمانية)

```
"9. Armee—AOK 9—Festungs-Stab Blaurock—Gruppe von Vormann"
. 
Lexikon der Wehrmacht
 (
بالألمانية
). Archived from 
the original
 
(HTML)
 on 2019-06-06
. Retrieved 
2011-03-11
.
{{
استشهاد ويب
}}
:  صيانة الاستشهاد: لغة غير مدعومة (
link
)
```

- (بالألمانية)

```
"9. Armee (AOK 9)"
. 
Die Deutsche Wehrmacht
 (
بالألمانية
). Archived from 
the original
 
(HTML)
 on 2019-05-15
. Retrieved 
2011-03-11
.
{{
استشهاد ويب
}}
:  صيانة الاستشهاد: لغة غير مدعومة (
link
)
```